# Леслі О'Галлоран
Леслі О'Галлоран (нар. 1 листопада 1965) — колишня ірландська тенісистка.
Найвищу одиночну позицію світового рейтингу — 402 місце досягла 11 квітня 1988, парну — 113 місце — 5 березня 1990 року.
Найвищим досягненням на турнірах Великого шолома було 2 коло в парному розряді.

## Фінали ITF

### Парний розряд (4-8)
| Результат | Ранг | Дата              | Турнір                        | Покриття | Партнерка             | Суперниці                            | Рахунок       |
| --------- | ---- | ----------------- | ----------------------------- | -------- | --------------------- | ------------------------------------ | ------------- |
| Поразка   | 1.   | 24 січня 1988     | Денен, Франція                | Ґрунт    | Ліз Берріс            | Віржіні Паке Карін Кентрек           | 3–6, 1–6      |
| Поразка   | 2.   | 14 березня 1988   | Ашкелон, Ізраїль              | Тверде   | Гейді Розенбаум       | Анне Аалонен Лена Сандін             | 4–6, 2–6      |
| Поразка   | 3.   | 23 квітня 1988    | Queens, Велика Британія       | Ґрунт    | Лоне Ванборґ          | Анн Сімпкін Джой Тейкон              | 6–4, 2–6, 6–7 |
| Поразка   | 4.   | 18 вересня 1988   | Каракас, Венесуела            | Тверде   | Андреа Мартінеллі     | Генрієтте К'єр Нільсен Аня Міхайлофф | 1–6, 6–2, 1–6 |
| Перемога  | 1.   | 9 жовтня 1988     | Ліма, Перу                    | Ґрунт    | Ілумінада Консепсьйон | Карла Родрігес Лорена Родрігес       | 6–3, 6–2      |
| Поразка   | 5.   | 31 жовтня 1988    | Хайфа, Ізраїль                | Тверде   | Робін Філд            | Ілана Бергер Хагіт Охайон            | 3–6, 1–6      |
| Перемога  | 2.   | 5 червня 1989     | Кашкайш, Португалія           | Ґрунт    | Робін Філд            | Голлі Денфорт Інгелісе Дрігейс       | 6–2, 2–6, 6–4 |
| Поразка   | 6.   | 30 жовтня 1989    | Єрусалим, Ізраїль             | Ґрунт    | Алісе Ногачова        | Мішель Андерсон Робін Філд           | 4–6, 1–6      |
| Поразка   | 7.   | 6 листопада 1989  | Хайфа, Ізраїль                | Тверде   | Алісе Ногачова        | Мішель Андерсон Робін Філд           | 3–6, 3–6      |
| Перемога  | 3.   | 13 листопада 1989 | Ашкелон, Ізраїль              | Ґрунт    | Алісе Ногачова        | Мішель Андерсон Робін Філд           | 7–6, 6–4      |
| Поразка   | 8.   | 20 листопада 1989 | Тель-Авів, Ізраїль            | Ґрунт    | Алісе Ногачова        | Мішель Андерсон Робін Філд           | 3–6, 3–6      |
| Перемога  | 4.   | 29 квітня 1991    | Бейзінґстоук, Велика Британія | Тверде   | Керолайн Біллінгем    | Вірджинія Гамфріс-Девіс Валда Лейк   | 7–5, 3–6, 6–4 |